# Farkas Attila (grafikus)
Farkas Attila (Mezőcsát, 1974. április 2. –) magyarországi cigány rádióriporter, grafikus, festő.

## Életútja, munkássága
Hétgyermekes családban született, nyolcéves korában állami gondozásba került. Az általános iskola nyolc osztályát  Csepelen végezte el, érettségi vizsgát tett 1995-ben a Dugonics András Gimnáziumban. 2001-től bekapcsolódott a Független Média Központ újságíró-gyakornoki programjába. A Roma Sajtóközpont munkatársaként működött 2002-2004 közt. 2003-2004-ben Szegő Tamás díjban részesült. Rádiós riportjaiban a hátrányos helyzetű emberek gondjait tárta fel. Budapesten él és alkot, rajzolással, festéssel 1996 óta foglalkozik. Expresszív, absztrakt képeivel fejezi ki mondanivalóját. 2006 óta részt vesz a cigányok alkotó táborainak munkájában. A budapesti Cigány Ház (=Romano Kher), a Műszaki Egyetem R-klubja, Monor, Városi Könyvtár és Helytörténeti Kiállítás és a Roma Parlament Képtára őrzi egyes alkotásait.

## Képei a 2009-es Cigány festők című albumból

### Grafikák
- A falu hangja (tus, papír, 70x52 cm, 2000)
- Hüllők (tus, papír, 64x45 cm, 2004)
- Szfinx (tus, papír, 64x45 cm, 2004)
- Evolúció (tus, papír, 64x45 cm, 2004)
- Holokauszt (tus, papír, 64x45 cm, 2004)
- Sárkány a város fölött (tus, farost, 30x50 cm, 2000)
- Életmadár (tus, farost, 30x50 cm, 2000)
- A világ születése (tus, farost, 55x80 cm, 2000)
- Delfin (tus, farost, 30x50 cm, 2000)
- A falu hangja II. (tus, papír, 55x72 cm, 2000)
- Illusztrációk (tus, papír, 1998-2004)
- Állatok harmóniája (tus, papír, 39x48 cm, 2000)
- A hit ereje (tus, papír, 35x50 cm, 2000)

### Festmények
- A nap színe (olaj, vászon, 50xó0 cm, 2006)
- Sziget (olaj, vászon, 50x60 cm, 2006)[1]

## Kiállításai (válogatás)
- 1995 • Dugonics András Gimnázium, Budapest
- 1996 • Műszaki Egyetem, Budapest
- 1997 • Kossuth Klub, Budapest • Kultúrház, Nagykőrös
- 2004 • V. kerületi Cigány Kisebbségi Önkormányzat, Budapest
- 2020 • XXI. kerület Csepel Szabó Magda Közösségi ház[2]
- 2022 • Budaörs, Bura Károly Galéria, csoportos kiállítás.[3]
- 2023 • VIII. Közös nevező, Farkasné Szabadfi Éva, Budapest Búra Károly galéria[4]
- 2023 . Belgium, Amszterdam -csoportos kiállítás-Europai Parlament-Liszt intézet
- 2024. Belgium, Amszterdam-csoportos kiállítás- Holokauszt emlékkiállítás, Liszt intézet
- 2025. Budapest, Két Világ Egy Úton, Farkas Attila, Farkasné Szabadfi Éva, Erdei Kvasznay Éva Galeria
- 2025. Budapest, ANNO DOMINI MMXXV, csoportos kiállítás , Erdei Kvasznay Éva galéria

## Díjak, elismerések
- Szegő András-díj (rádióriporteri munkájáért, 2002, 2003)